# یوزف والتر
یوزف والتر (آلمانی: Josef Walter; ۱ دسامبر ۱۹۰۱ – نامشخص) ژیمناست هنری اهل سوئیس بود.